# Tina Anselmi

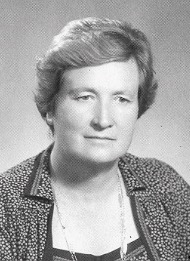
Tina Anselmi

Tina Anselmi, född 25 mars 1927 i Castelfranco Veneto i Veneto, död 1 november 2016 på samma ort, var en italiensk politiker och partisan. Hon blev 1976 arbetsmarknads- och socialminister och därmed Italiens första kvinnliga minister.

## Biografi
Tina Anselmi var dotter till en apoteksassistent som var övertygad socialist. Hon kom därför tidigt att hamna i konflikt med fascismen som var den statsbärande ideologin under hennes barndom. Från det passiva ogillandet övergick hon till aktiv handling hösten 1944 då hon anslöt sig till den italienska motståndsrörelsens väpnade kamp mot fascismen och antog partisannamnet "Gabriella". Den direkta orsaken var att hon tillsammans med ett antal andra studenter 26 september 1944 tvingades bevittna hängningen av 31 fångar i Bassano del Grappa som hämnd för partisanaktioner.
Efter andra världskriget studerade Anselmi vid det katolska universitetet i Milano där hon avlade akademisk grundexamen (laurea in lettere) och var därefter under en tid verksam som grundskollärare samtidigt som hon påbörjade en facklig-politisk karriär och gick med i Democrazia Cristiana. Efter en mångårig framgångsrik politisk verksamhet i sitt hemdistrikt Venedig-Treviso valdes hon 1968 till distriktets representant i Italiens deputeradekammare där hon satt kvar till 1987. Tina Anselmi utnämndes 29 juli 1976 till arbetsmarknads- och socialminister i Andreottis tredje regering och blev därmed den första kvinnliga ministern i Italiens historia.